# Mário Covas
Mário Covas Júnior (Santos, 21 avril 1930 – São Paulo, 6 mars 2001) fut un ingénieur et un homme politique brésilien. Ce fut le 30e gouverneur de l'État de São Paulo entre le 1er janvier 1995 et le 22 janvier 2001, quand il s'écarta de la fonction à cause d'un cancer. Comme Mário Covas ne renonça pas à son mandat, il fut suspendu de ses fonctions jusqu'à sa mort le 6 mars 2001. Pendant ce temps, Geraldo Alckmin gouverna l'État comme gouverneur intérimaire étant cité de cette manière par la presse.

## Enfance et jeunesse
Fils de Mário Covas et de Arminda Carneiro Covas, il est descendant de Galiciens et de Portugais. À 14 ans, il montrait déjà de l'intérêt pour la politique lorsqu'il disait qu'il voulait être entraîneur de football ou maire de la ville de Santos. Il étudia le premier degré au collège Santista et le second au collège Bandeirantes de São Paulo. Il se forma comme ingénieur civil à l'école polytechnique de l'Université de São Paulo (USP) où il eut comme collègue son plus grand adversaire politique Paulo Maluf. Ce fut à la USP qu'il commença à militer en politique. Il sera élu, en 1955, vice-président de l'Union nationale des Étudiants. Formé, il travailla comme ingénieur à la mairie de Santos jusqu'en 1962.

## Député desAnnées de plomb
Il commença sa vie publique en 1961 quand il fut candidat vaincu à la mairie de Santos, sa ville natale. À ce sujet, Covas disait qu'il ne parvint jamais à se faire élire à deux fonctions : la présidence de la République et la mairie de Santos. L'année suivante, il parvint à se faire élire pour la première fois: comme député fédéral par le PST. Avec la dissolution des partis politiques en 1965, Covas sera un des fondateurs du MDB , unique parti politique d'opposition autorisé durant le régime militaire.
En 1968, Covas était le leader du groupe d'opposition à la Chambre des Députés, cependant il fut cassé en 1969 lors de la publication de l'AI-5. Cassé de ses droits politiques, Covas se dédia à son métier d'ingénieur.

## Le retour, maire de São Paulo et le sénateur qui reçut le plus de votes pour la Constituante.
En 1979, récupérant ses droits politiques, Covas reprit la lutte contre la dictature devenant président du MDB. Il fut réélu député fédéral en 1982 par le PMDB (successeur du MDB), avec un total de 300 mille votes. Avec l'accession du gouverneur André Franco Montoro en mars 1983, il fut nommé Secrétaire d'État aux Transports. Cependant, deux mois seulement après, avec l'appui du propre Franco Montoro, il vainquit le groupe d'Orestes Quércia dans le PMDB et fut nommé maire de São Paulo qu'il commandera jusqu'aux premiers jours de 1986, quand il passa la charge à Jânio Quadros. Comme maire de São Paulo, il mena un grand processus d'asphaltage des rues, d'amélioration de la périphérie de la ville et de récupération des services publics.
En 1986, année du plan Cruzado, Covas fut élu sénateur avec 7,7 millions de voix, la plus grande votation de l'histoire du Brésil pour une charge législative. Il fut leader du groupe PMDB au sénat durant l'Assemblée qui rédigea la Constitution de 1988. Durant les travaux de cette Assemblée Nationale Constituante, il s'aligna plusieurs fois sur le groupe de gauche et fit opposition à ce que l'on appela le Centrão, bloc libéral de droite.
En 1987, le gouverneur d'Alagoas, Fernando Collor de Mello, proposa à Covas la formation d'une liste de candidats dans le PMDB pour disputer les élections présidentielles suivantes où Covas serait candidat à la présidence et Collor à la vice-présidence. Mario Covas refusa l'invitation.

## Les premières années du PSDB
En 1988, Covas fut un des principaux chefs de la dissidence du PMDB:des membres de la légende (dont l'ex-gouverneur Franco Montoro), insatisfaits politiquement du président José Sarney et du gouverneur paulista Orestes Quércia, décidèrent fonder un nouveau parti, le PSDB (Parti Social Démocrate Brésilien), dont Mário Covas fut le premier président. Comme c'est indiqué dans le nom de la légende, le PSDB est né comme une plate-forme social-démocrate, défenseur du maintien du capitalisme de manière régulée avec respect aux droits du travail et promotion de la juste distribution des revenus. En rapport au PMDB, le PSDB, lors de sa fondation prétendait occuper une position plus à gauche, se définissant comme un parti de centre gauche. Aux élections présidentielles de 1989, les premières depuis 1960, Covas fut le candidat du PSDB avec Almir Gabriel comme adjoint. Il fut le quatrième. L'année suivante il fut candidat vaincu comme gouverneur de São Paulo avec comme résultat le troisième.
Comme sénateur, depuis le début du mandat du président Fernando Collor de Mello (PRN), Mário Covas, qui avait appuyé la candidat du PT Luiz Inácio Lula da Silva, au second tour des élections de 1989, fit opposition à son administration. À partir de 1991, avec des difficultés d'approuver les projets de son intérêt au Congrès National, Collor dirigea ses efforts dans la recherche de l'adhésion du PSDB au gouvernement, cet accord donnerait des charges au PSDB dans le ministère. Mário Covas fut un des principaux adversaires aux accords avec Collor. Avec l'apparition des dénonciations de corruption contre Collor en mai 1992, Covas et le PSDB touchèrent les dividendes de leur choix politique. Le sénateur fut un des principaux noms de la Commission Parlementaire d'Enquête du Congrès installée pour analyser la conduite du Président et qui demandera son Impeachment dans le rapport final approuvé en août. La Chambre fédérale écartera Collor le 29 septembre et le président remettra sa lettre de démission pour éviter la cassation de ses droits politiques pour 8 ans. Sa démission ne fut pas acceptée et le jugement continua avec condamnation à la grande majorité des voix y compris celui de Covas.En 1994, Covas fut de nouveau candidat à gouverneur de São Paulo e vainquit Francisco Rossi(PDT) au second tour avec 8 millions de votes . En 1998, il fut réélu pour quatre ans de plus.

## Le gouvernement Covas
Au début de 1995, Mário Covas assuma l'État de São Paulo déclarant avoir hérité de beaucoup de dettes venant de la gestion antérieure signalant les travaux paralysés et l'occupation politique des organismes publics ce qui provoquait des irrégularités dans son administration. Le Banespa, principale banque d'État du pays était sous intervention de la Banque Centrale pour mauvaise gestion. L'intervention fut tragique pour l'institution augmentant beaucoup la dette de la banque avec l'État.
Covas démit 4 000 personnes, limita le nombre de fonctions de confiance et engagea un processus de réforme et modernisation administrative. Il privatisa une série d'entreprises d'État comme Electropaulo et de longs tronçons de routes. Il fut critiqué pour l'augmentation de points de péage. Il commença la licitation des lignes inter-municipales d'autobus[EMTU] qui venaient à échéance en 1966. Par un accord de renégociation des dettes de l'État avec le gouvernement fédéral, il cèda les lignes de la FEPASA qui furent privatisées ensuite.
En assainissement, Covas récupéra les finances de la Sabesp et encouragea la récupération et la dé-pollution du Rio Tietê, commencées pendant le gouvernement Fleury. À la fin de la décennie de 1990, la capacité de traitement d'égouts augmenta avec l'accroissement de la capacité de traitement d'égouts de Barueri et l'inauguration des Stations de traitement Parque Novo Mundo, São Miguel et ABC.
En éducation, Covas fut très critiqué pour l'institution dans le réseau public du modèle d'enseignement de progression continuée. Dans ce modèle, on élimine le redoublement de classe par niveau de note. Un modèle de ce type reçoit beaucoup d'éloges des éducateurs ; seulement, tous sont d'accord que pour l'appliquer correctement il doive y avoir un accompagnement pédagogique très bien structuré ce qui n'existe pas toujours dans le réseau public d'enseignement. Durant le mandat, on a cité des jeunes concluant l'enseignement fondamental qui étaient pratiquement analphabètes. Covas a aussi reçu des critiques pour avoir refusé d'augmenter les salaires des professeurs et d'autres classes de fonctionnaires. En 2000, il entra en conflit avec des professeurs à la Place de la République où il fut attaqué par des grévistes qui essayaient de l'empêcher d'entrer dans le siège du Secrétariat de l'Éducation.
Il se retira du gouvernement en janvier 2001 pour se traiter d'un cancer et ne revint pas. Son vice, Geraldo Alckmin, le remplaça et y resta jusqu'à la fin du mandat en 2002 quand il fut réélu.
Les privatisations avec le nom PED (Programa Estadual de Desetatização créé par la loi no 9361 du 5 juillet 1996 ), le gouvernement Covas privatisa les principales entreprises et routes de l'État entre 1995 et 2000 ce qui a rendu 32,9 millions de réals aux coffres de l'État. Un des principaux articulateurs du plan de privatisation fut le secrétaire de l'Énergie de Covas, David Zylbersztajn, avec Geraldo Alckmin (alors vice-gouverneur),qui, à l'époque présidait le PED,.
- Banespa - Banco do Estado de São Paulo - Banque de l'État de São Paulo -
- Companhia Energética de São Paulo -Compagnie énergétique de l'État de São Paul -
- Companhia Paulista de Força e Luz Compagnie pauliste de force et lumière
- Comgás – Companhia de Gás do Estado de São Paulo - Compagnie de Gaz de l'État de São Paulo
- Eletropaulo – Eletricidade de São Paulo - Électricité de São Paulo
- Elektro – Serviços de Eletricidade- Services d'électricité –
- Ferrovia Paulista SA - Chemin de fer de São Paulo
- Empresa Bandeirante de Energia - Entreprise bandeirante de Énergie
- Rodovia dos Bandeirantes - Route des Bandeirantes
- Rodovia dos Imigrantes - Route des Immigrants
- Via Anchieta
- Via Anhanguera

## Cancer
Covas souffrait d'un grave cancer à la vessie.La première chirurgie fut réalisée en décembre 1998, la tumeur fut retirée et le gouverneur soumis à une chimiothérapie.
Cependant, la maladie revint en octobre 2000 et le 22 janvier 2001, Mário Covas se retira du gouvernement et dû subir une nouvelle chirurgie où une partie de son intestin fut retiré. Il mourut peu après, le 6 mars 2001. Il est enterré au Cimetière Paqueta à Santos.